# Comuna Iaroslava, Sărata
Iaroslava (în ucraineană Ярославка, transliterat: Iaroslavka) este o comună în raionul Sărata, regiunea Odesa, Ucraina, formată din satele Bălăcel și Iaroslava (reședința).

## Demografie
Componența lingvistică a comunei Iaroslava
     Ucraineană (85,77%)
     Rusă (10,74%)
     Română (1,74%)
     Bulgară (1,47%)
     Alte limbi (0,16%)
Conform recensământului din 2001, majoritatea populației comunei Iaroslava era vorbitoare de ucraineană (85,77%), existând în minoritate și vorbitori de rusă (10,74%), română (1,74%) și bulgară (1,47%).